# Abu Hudżajrat Chawatina
Abu Hudżajrat Chawatina (arab. أبو حجيرة خواتنة) – miejscowość w Syrii, w muhafazie Al-Hasaka. W 2004 roku liczyła 1774 mieszkańców.